# Przejście graniczne Porajów-Hrádek nad Nisou
Przejście graniczne Porajów-Hrádek nad Nisou – polsko-czeskie drogowe przejście graniczne położone w województwie dolnośląskim, w powiecie zgorzeleckim, w gminie Bogatynia, w miejscowości Porajów, zlikwidowane w 2007.

## Opis
Przejście graniczne Porajów-Hrádek nad Nisou z miejscem odprawy granicznej po stronie czeskiej w miejscowości Hrádek nad Nisou czynne było całą dobę. Dopuszczone było przekraczanie granicy przez pieszych, rowerzystów, motocykli, [samochodów osobowych i mały ruch graniczny. 29 marca 2007 rozszerzono ruch o autokary i samochody ciężarowe o dopuszczalnej masie całkowitej do 3,5 tony. Kontrolę graniczną, osób, towarów i środków transportu wykonywała Graniczna Placówka Kontrolna Straży Granicznej w Sieniwace.
21 grudnia 2007 na mocy układu z Schengen przejście graniczne zostało zlikwidowane.
W pobliżu znajdowało się przejście graniczne z Niemcami, Porajów-Zittau i odległość w linii prostej wynosiła nieco ponad 1500 metrów. Oba przejścia połączone były drogą powiatową, od której, mniej więcej w połowie, odchodziła brukowana droga prowadząca do trójstyku trzech granic, Niemiec, Polski i Czech.

## Galeria

Przejście graniczne Porajów-Hrádek nad Nisou
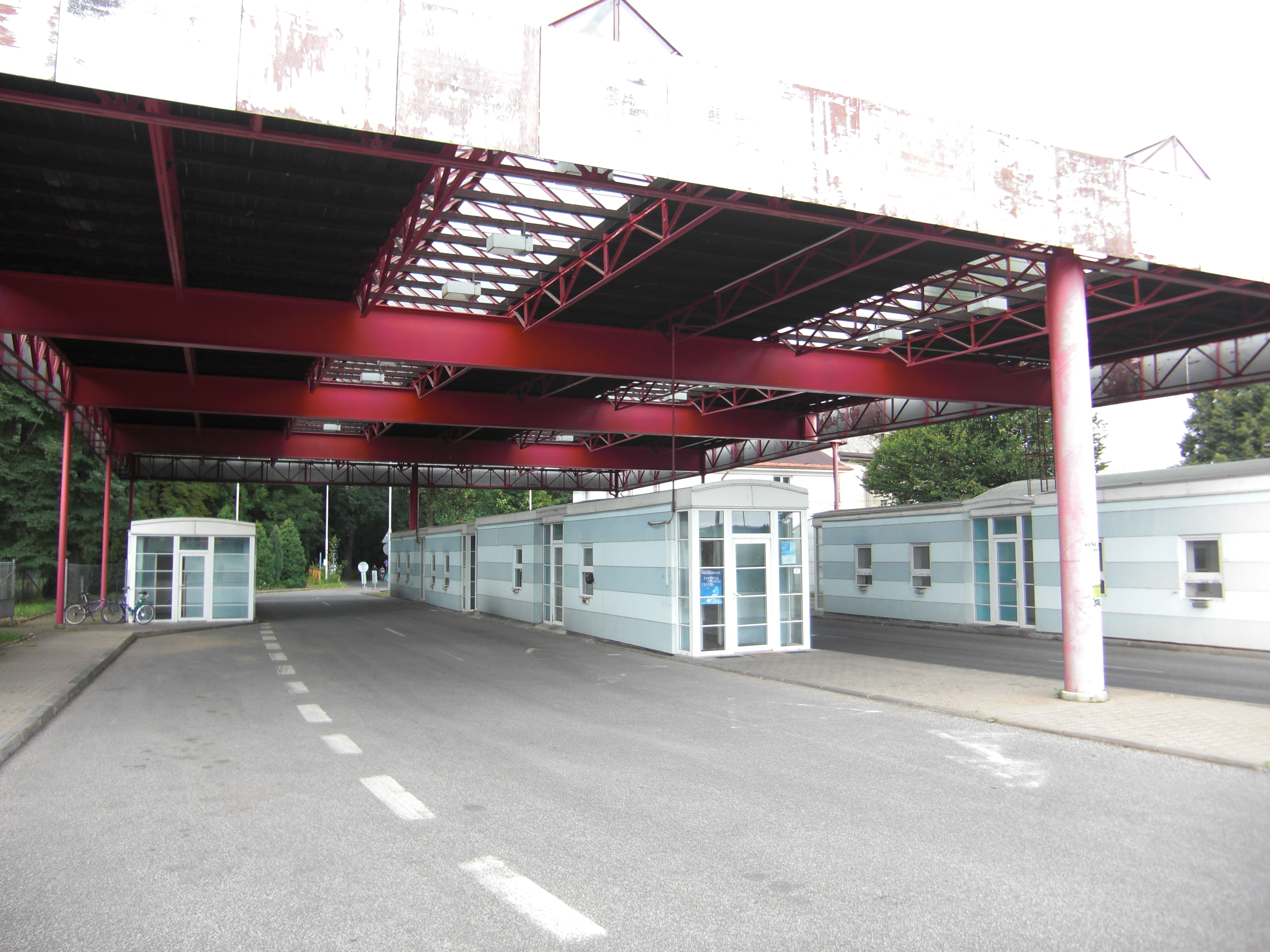
(lipiec 2008)
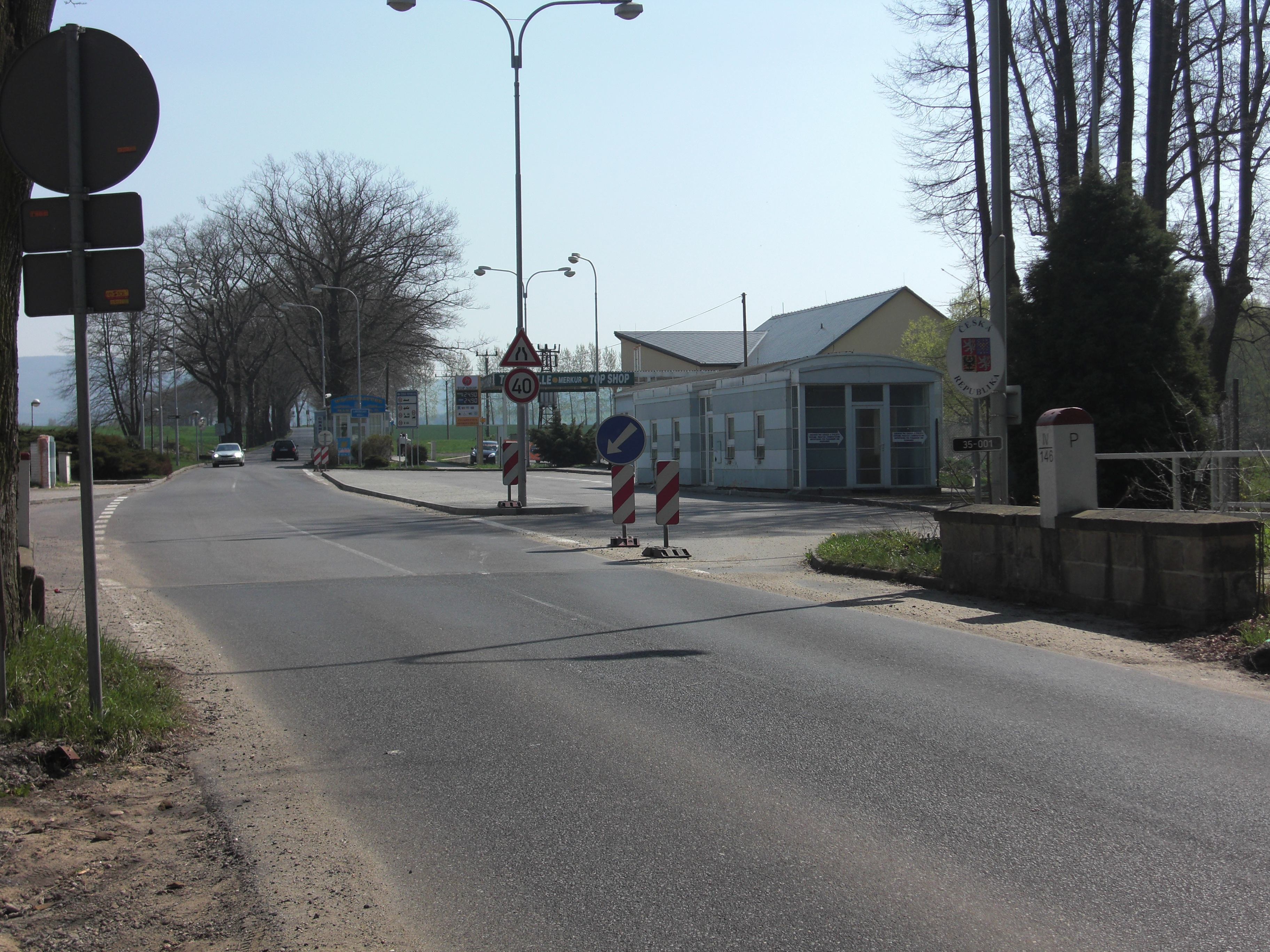
(kwiecień 2009)